# Farmen in Namibia

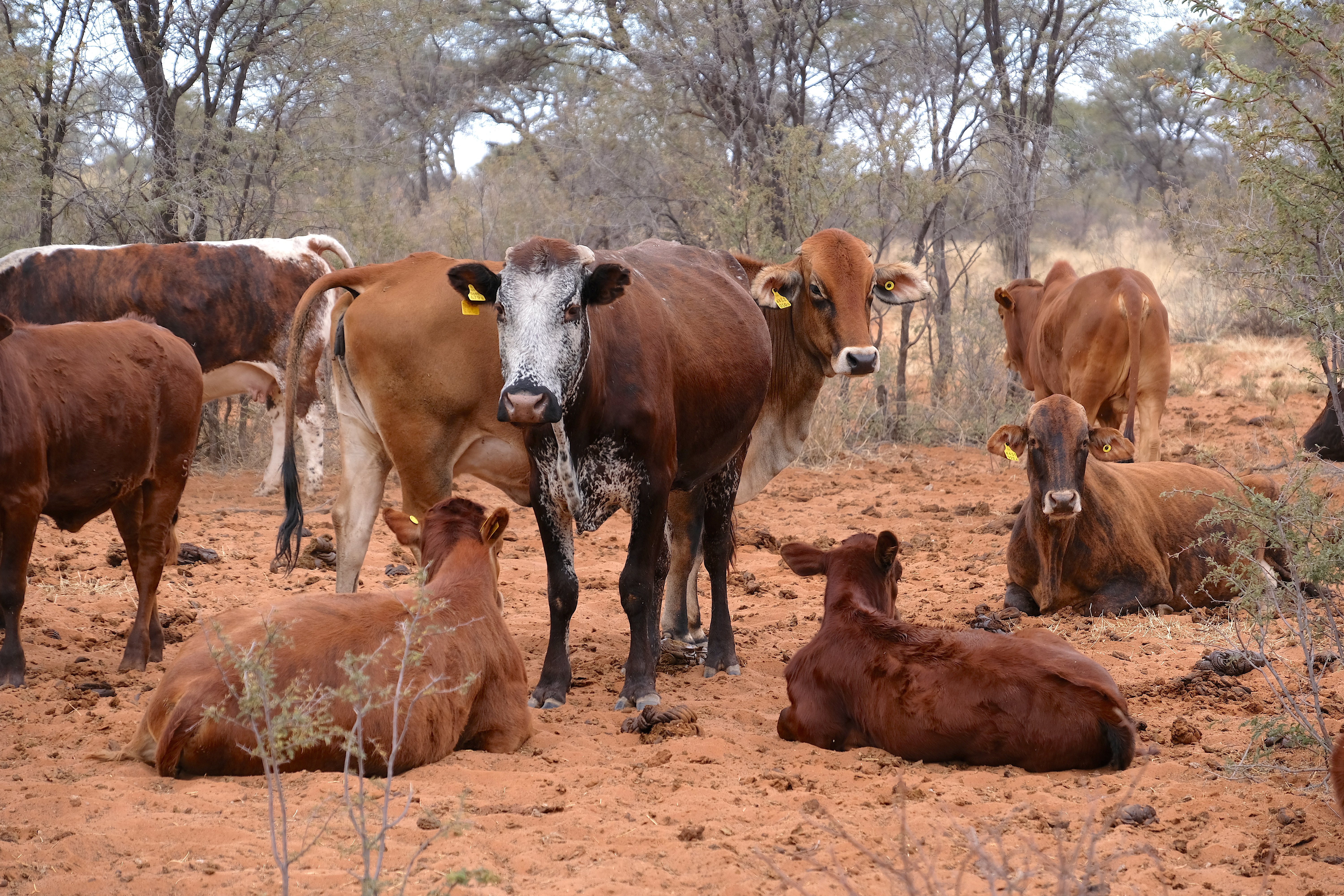
Rinder in der Kalahari auf einer Farm bei Gobabis (2018)

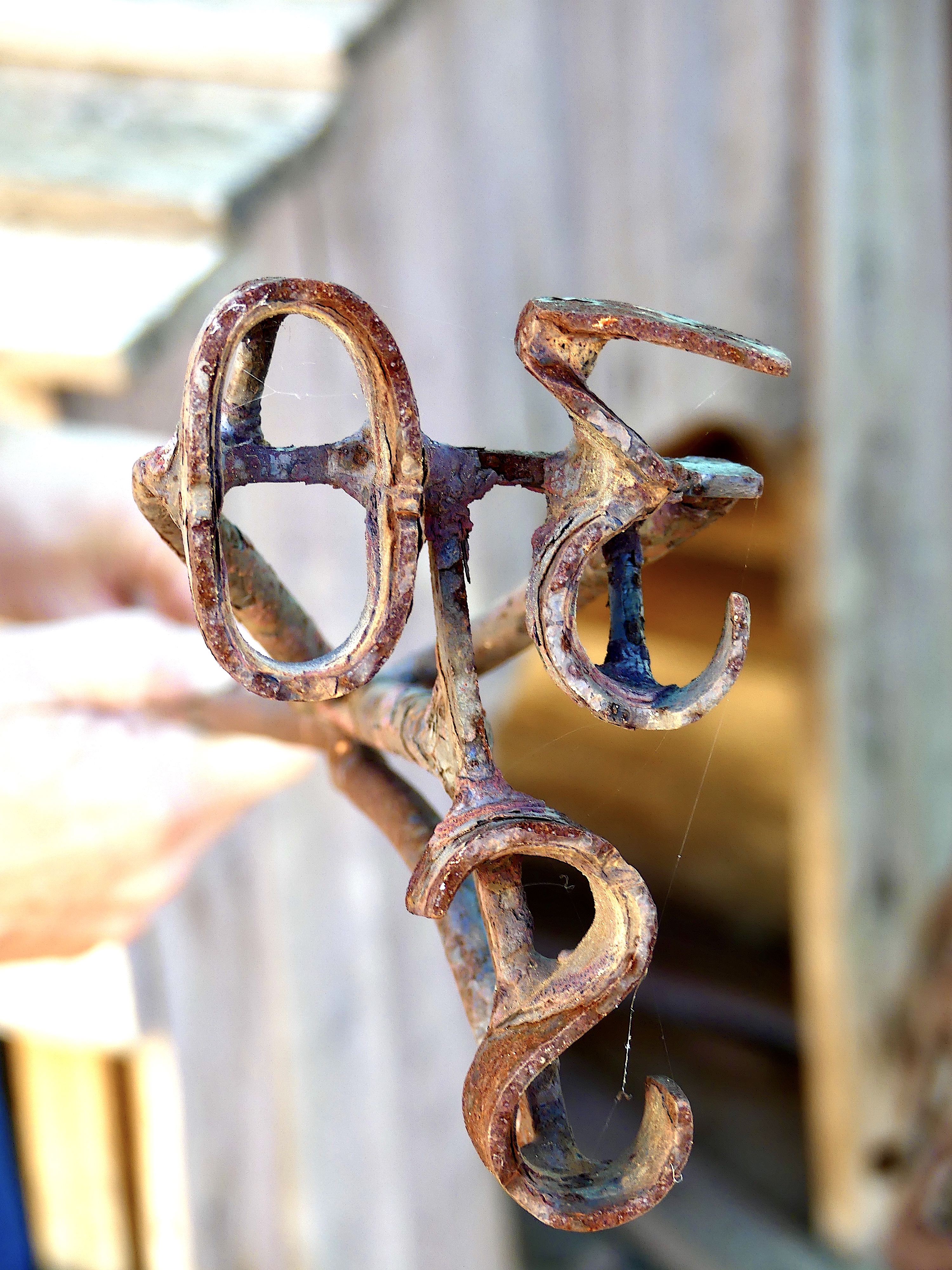
Brandeisen mit dem Zeichen „30S“ auf einer Farm

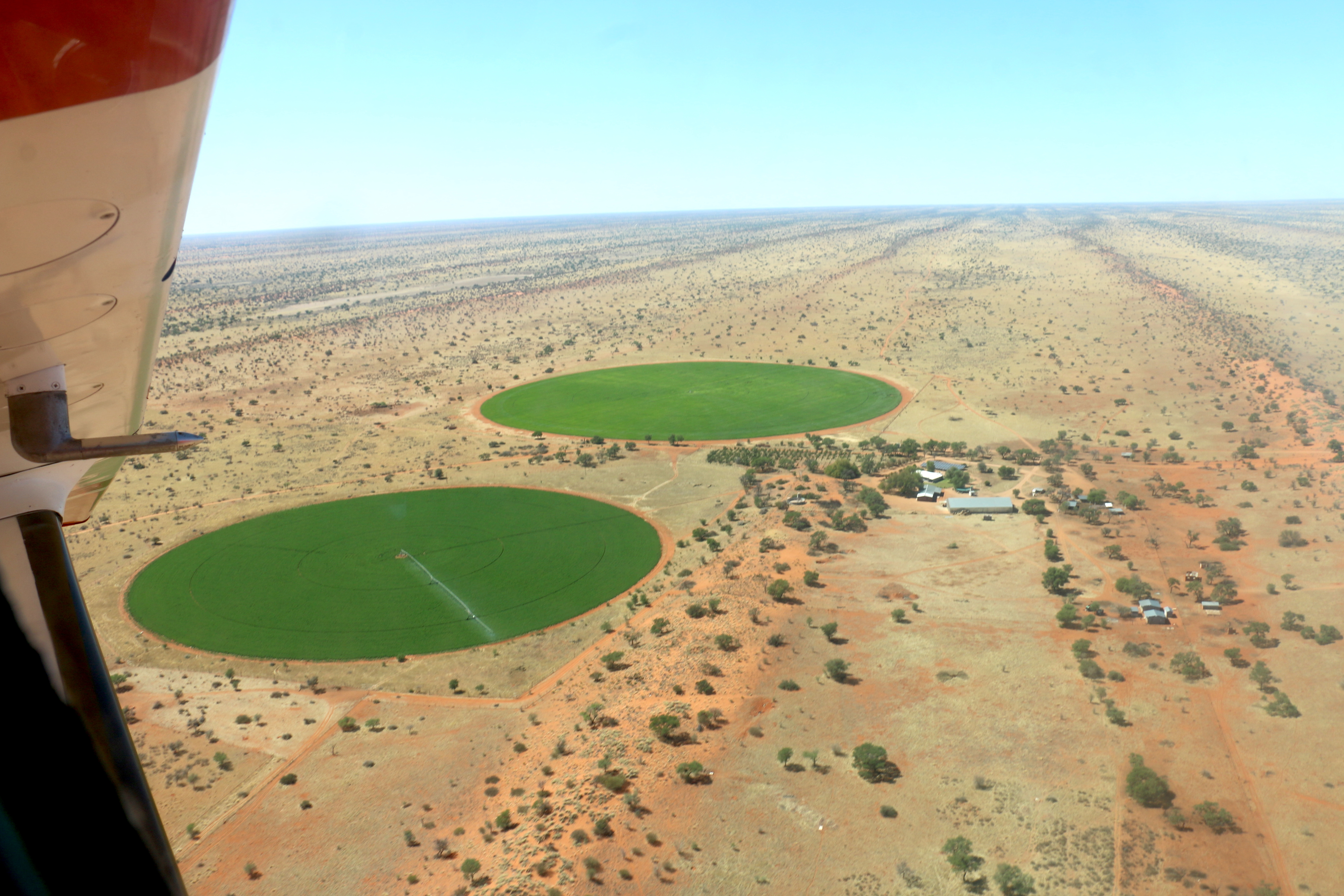
Luzerne-Anbau in der Kalahari (2017)

Farmen in Namibia wurden schon zur Zeit Deutsch-Südwestafrikas vermessen, nummeriert und in einer Farmkarte eingetragen. Abgesehen von den Städten, der Namib, den Homelands und staatlichen Naturschutzgebieten wurde das ganze Land in Farmen aufgeteilt. Die Größe der Farmen liegt meist zwischen 3.000 und 30.000 ha für Farmen im ariden Süden des Landes, wobei zahlreiche vor allem seit der Unabhängigkeit 1990 unterteilt wurden.
In Namibia wird für einen landwirtschaftlichen, großflächigen Betrieb auch im deutschen Sprachgebrauch immer das aus dem Englisch stammende Wort Farm verwendet. In Namibia sind die Worte Ranch oder Bauernhof nicht gebräuchlich.

## Erzeugnisse und Dienstleistungen
Auf den meisten Farmen Namibias wird Viehzucht betrieben. Im feuchteren Norden werden vor allem Rinder und im trockeneren Süden vor allem Schafe gehalten. Auf einzelnen Farmen werden Pferde gezüchtet. Auf den meisten Farmen leben auch Wildtiere. Es können dies Oryxantilopen, Kudus, Springböcke, Zebras, Wildschweine und anderes sein. Nur an wenigen wasserreichen Orten des Landes wird Ackerbau betrieben. So zum Beispiel bei Mariental unterhalb des Hardap-Dammes oder am Oranje in Aussenkehr und Norotshama. Neben der Viehzucht produzieren einige Farmer auch Holzkohle (englisch Charcoal) für den Export. Gemäß nationaler Vorschriften wird die Holzkohle in der Regel aus Buschholz hergestellt, das aufgrund der weit verbreiteten Verbuschung im Überfluss vorhanden ist.
In jüngerer Zeit haben sich viele Viehzucht-Farmer auf alternative Einnahmequellen spezialisiert. Eine große Zahl von namibischen Farmen sind heute, meist parallel zur Viehzucht, auch
- Gästefarm
- Jagdfarm
- Wildfarm oder
- Astrofarm.

Darüber hinaus gibt es noch eine kleinere Zahl von Raubtier- oder Geparden-Farmen, Forschungsfarmen (z. B. Farm Sandveld) und Segelflugfarmen.

## Infrastruktur

### Wasser

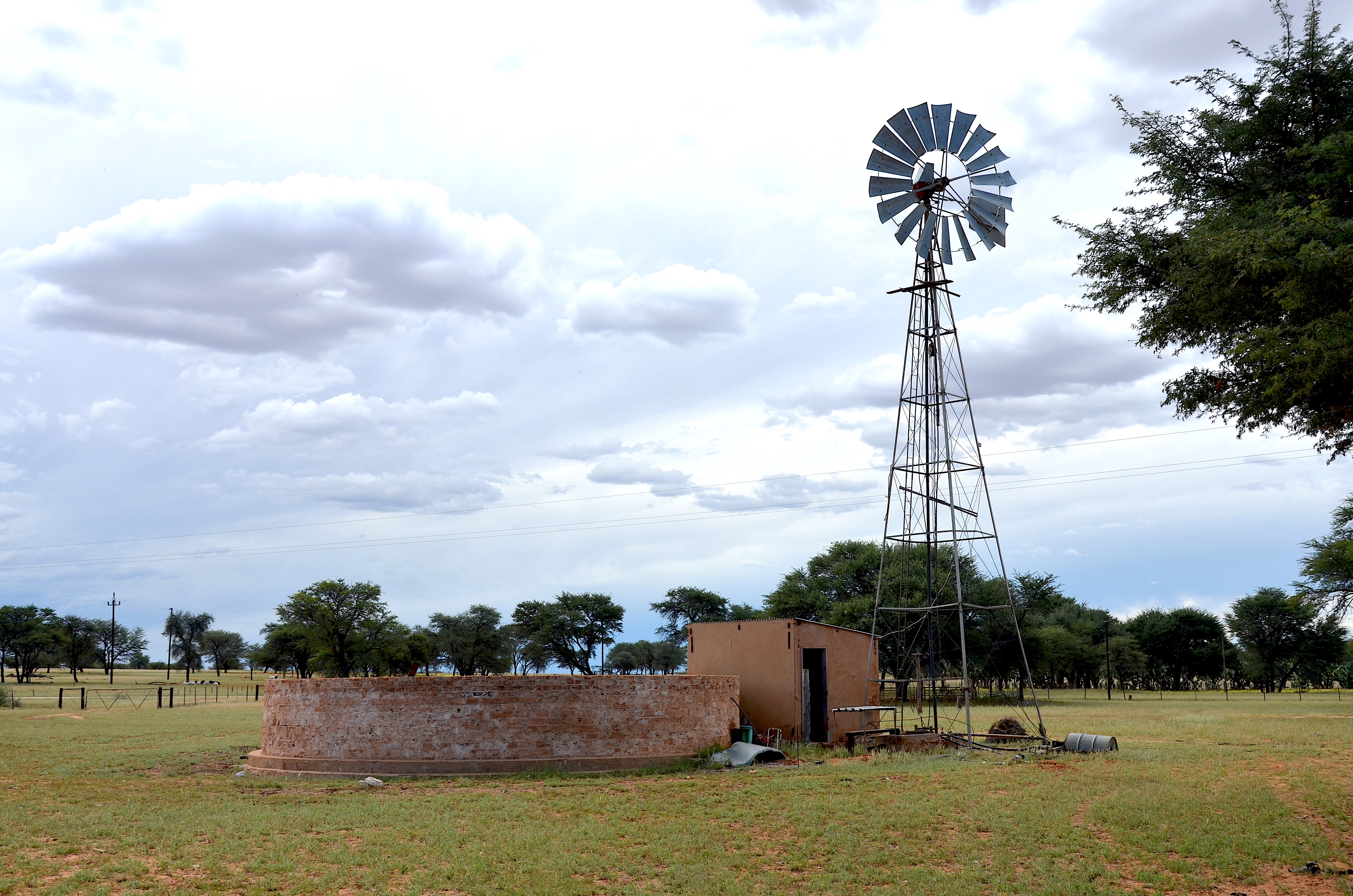
Windmotor mit Bassin in der Kalahari (Trink- und Tränkwasser)

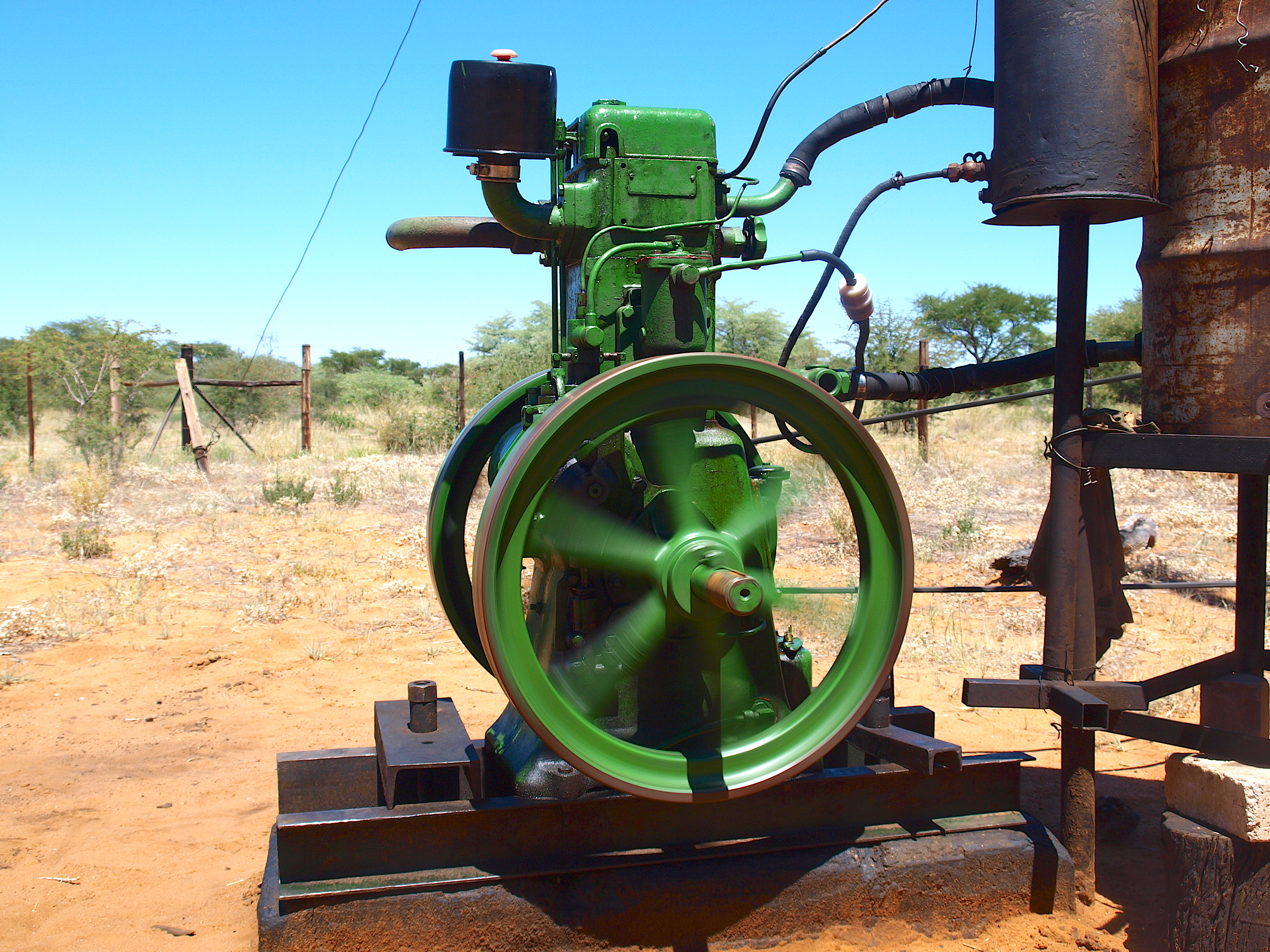
Wasserpumpe auf Farm Nuiba in der Kalahari

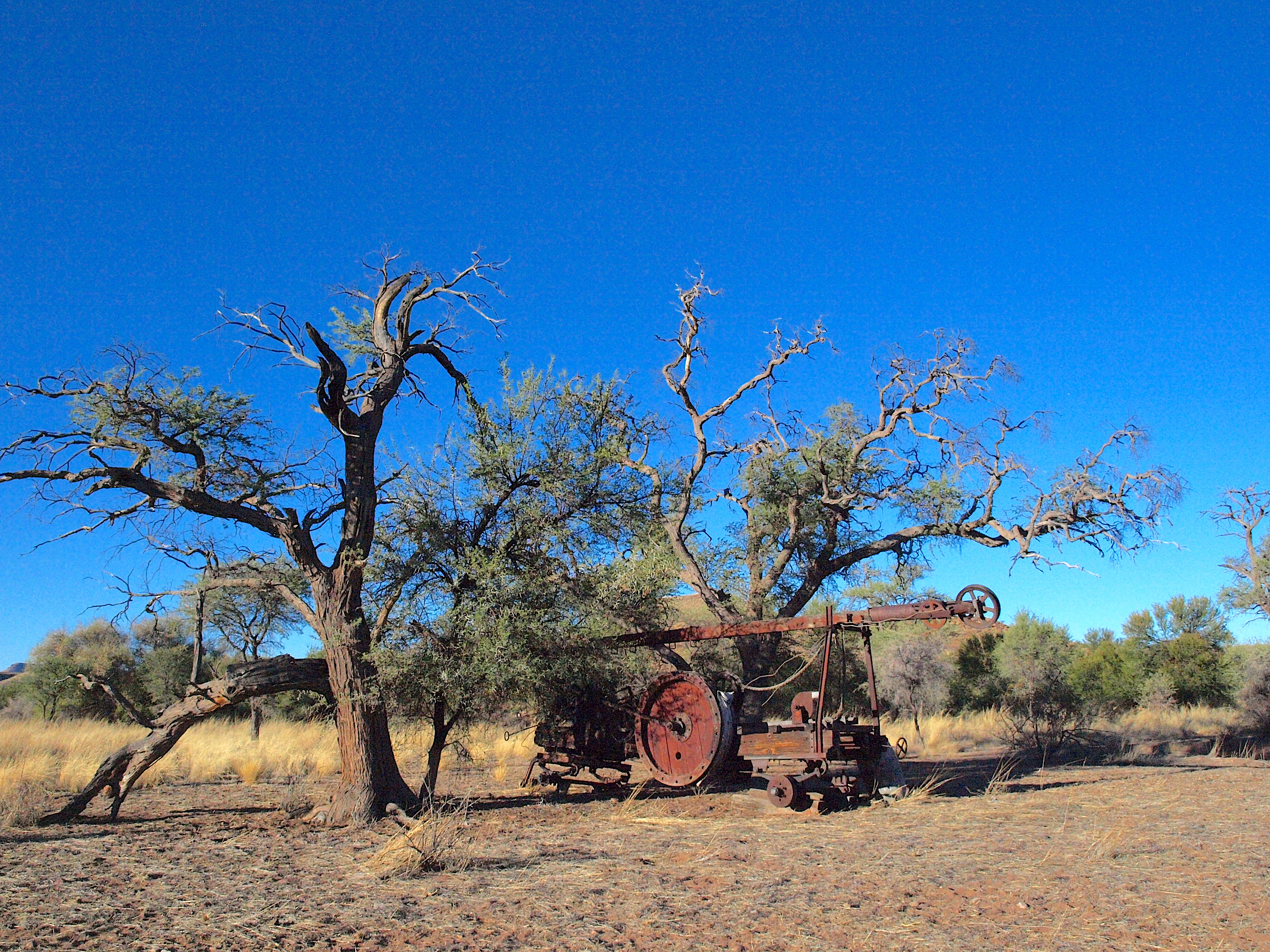
Historische Brunnen-Bohrmaschine auf Farm Dabis am Rande der Namib

Viele Farmen Namibias sind auf Grundwasser, das mit Bohrlöchern und Pumpen erschlossen wird, angewiesen.
| „In arid areas, where rainfall is limited and surface runoff is only available during the rainy season, man has learnt through experience that there is water underground that can be used during the dry season. Thus, groundwater has played an important role in the development of Namibia.“ – Greg Christelis and Wilhelm Struckmeier | „In trockenen Gebieten, in denen die Regenfälle begrenzt sind und in denen Oberflächenwasser nur während der Regenzeit vorhanden ist, haben die Menschen durch Erfahrung gelernt, dass es Grundwasser gibt, das während der Trockenzeit genutzt werden kann. So hat Grundwasser eine zentrale Rolle in der Entwicklung Namibias gespielt.“ – Übersetzung |

Die erste Brunnen-Bohrmaschine kam 1903 ins Land. Seither wurde das Wasser meist mit Windpumpen an die Oberfläche befördert. Heute werden vermehrt Solar-Wasserpumpen eingesetzt. Windpumpen fördern Wasser nur, wenn Wind weht, Solar-Pumpen arbeiten nur bei Sonnenschein. Bohrlöcher zur Wasserförderung können im Süden Namibias bis 300 Meter tief sein. Das mit den Pumpen geförderte Wasser wird in Bassins gesammelt und von da in Plastikrohren unterirdisch zu den oft Kilometer entfernten Viehtränken und in die Häuser der Farmleute gefördert. Die Tränken sind mit einem Schwimmer ausgerüstet, der den Zufluss bei Erreichen eines bestimmten Wasserstandes stoppt. Diese Schwimmer sind derart abgedeckt, dass die Tiere sie nicht beschädigen können. Nicht nur das Vieh, sondern auch Wildtiere saufen Wasser aus den Tränken.
Die Produktion einer Farm hängt in Namibia wesentlich vom jährlichen Niederschlag ab. In Nordnamibia regnet es pro Jahr durchschnittlich bis zu 600 mm und im Süden bloß 150 mm. Entlang der Küste Namibias regnet es fast nie. Die Farmer messen den Niederschlag an mehreren Stellen der Farm meistens mit trichterförmigen analogen Regenmessern. Die Regenmenge muss an mehreren Stellen der Farm erfasst werden, weil Regen in Namibia sehr oft lokal, zum Beispiel in Form von Gewitter fällt. Für den Farmer ist es wichtig, die Regenmenge zu erfassen, weil er daraus die Produktivität der Farm für die kommenden Monate abschätzen kann. Eventuell muss er Tiere frühzeitig verkaufen oder er kann die Zahl der Tiere erhöhen.

### Stromversorgung
In den letzten Jahren wurden viele Farmen an das Netz der NamPower angeschlossen. Andere Farmen besitzen zur Stromerzeugung eigene Generatoren oder in neuerer Zeit auch eigene Solaranlagen. Abgelegene Farmen ohne Strom haben bis heute zur Aufbewahrung ihrer Esswaren und Getränke einen Kühlraum, kurz Kühler genannt, der natürlich, das heißt mit Wasser, aber ohne Strom und ohne Gas, gekühlt wird. Die Temperatur dieser Räume kann auch bei 40 Grad Außentemperatur auf 13 bis 17 Grad Celsius gehalten werden.

### Farmtelefon

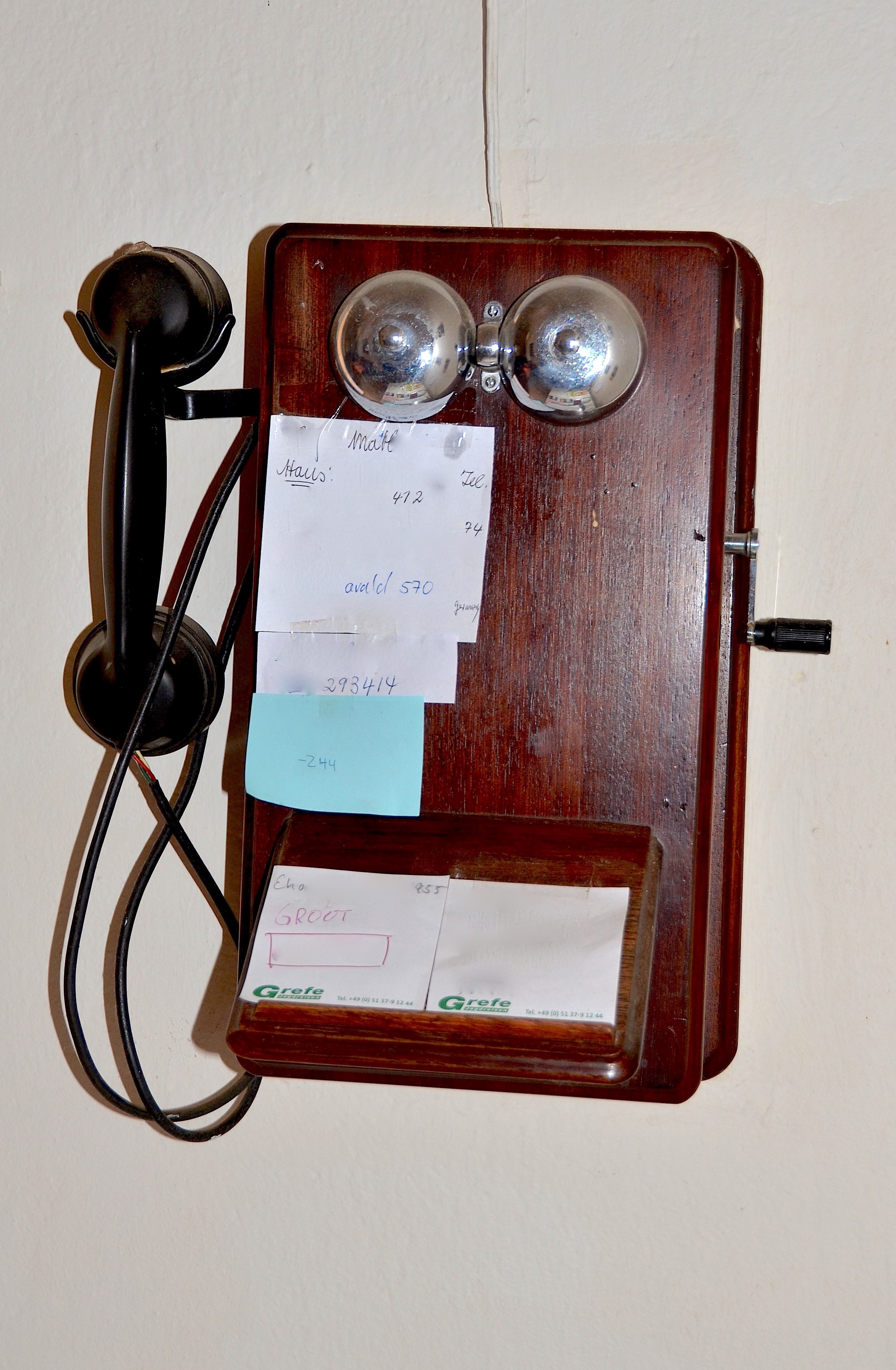
Altes, analoges Farmtelefon der Beeston Telephone Company auf Farm Eskadron

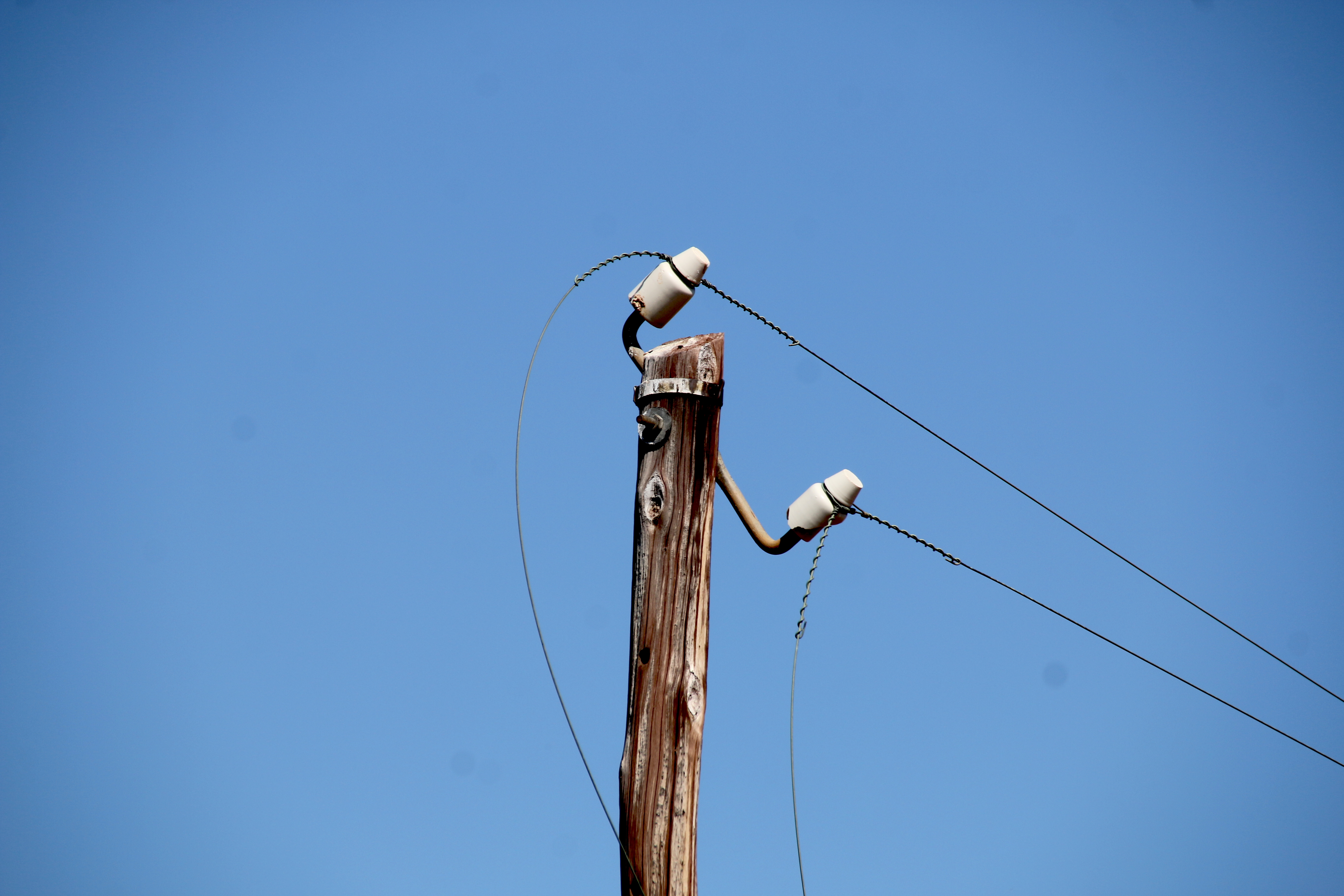
Alte Farm-Telefonleitung außer Betrieb

Die Installation von Kommunikationsmitteln zu den Farmen ist auf Grund der großen Distanzen in Namibia seit jeher eine Herausforderung. Bis hinein ins 21. Jahrhundert waren viele Farmen in Namibia ohne Kommunikation oder sie waren über eine Farm-Telefonleitung verbunden. Beim Farmtelefon (englisch farm party line) handelt es sich um eine über Holzmasten gespannte zwei-Draht Telefonleitung, die eine Kette von Farmen verbindet. Die Leitung endete an einer manuell bedienten Telefonzentrale, die externe Gespräche weiter vermitteln konnte. Die Farmen waren mit einem Kurbeltelefon ausgerüstet. Drehte man an der Kurbel kurz oder lang, so klingelte es auf allen angeschlossenen Farmen kurz oder lang. Jeder Farm und auch der angeschlossenen Telefonzentrale war zur eindeutigen Identifizierung eine Nummer und ein Rufzeichen bestehend aus einer Kombination von kurzen und langen Klingelfolgen zugeteilt. Ein Vorteil des Farmtelefons war, dass die Farmleute der verbundenen Farmen sich gegenseitig, ohne Unterstützung des Telefonisten anrufen konnten. Ein Nachteil war, dass auf jedem anderen Anschluss das Gespräch zwischen zwei Farmern mitgehört werden konnte. Namibias erste Farmleitungen wurden 1909 zwischen Gibeon und Maltahöhe in Betrieb genommen. Die zu jener Zeit installierten Telefonapparate stammten von der Beeston National Telephone Company in England.
Die Farmen nördlich von Leonardville entlang des Nossob waren zum Beispiel an der Farmleitung Nummer 15 angebunden. Die manuelle Telefonzentrale im Postamt von Leonardville war 24 Stunden besetzt. Farm Geikous, 12 Kilometer nördlich von Leonardville, hatte die Nummer 1503 und das zugeteilte Rufzeichen bestand aus drei langen Klingelfolgen. Farm Komana elf Kilometer westlich der Farm Geikous hatte die Nummer 1531 und das entsprechende Rufzeichen war „3x kurz 1x lang“. Wollte man die Telefonzentrale in Leonordville erreichen, so nahm man den Hörer ab und horchte, ob ein Gespräch im Gang war. Bei freier Leitung klingelte man dann „1x lang“.
Die Farmtelefone wurden seit Mitte der 1990er Jahre stillgelegt. Heute sind viele Farmen über das Mobilfunknetz und sehr wenige über Glasfaserkabel oder über Richtfunk (englisch Rural Radio Telephone Links) erschlossen. Die großen Distanzen machen aber auch heute (Stand 2020) die Kommunikation zu den abgelegenen Farmen kostenaufwendig. Telecom Namibia hat deshalb seit Anfang der 2000er Jahre fast sämtliche ländliche Anschlüsse abgebaut und durch eine Satellitenlösung ersetzt.
Einige Farmen haben ein privates Funknetz eingerichtet, das eine Kommunikation zwischen dem Farmhaus und den Farmfahrzeugen erlaubt. Mit diesen Funkgeräten können auch benachbarte Farmen, die über das gleiche Funksystem verfügen, erreicht werden. Die meisten Funkgeräte arbeiten im UKW-Bereich. Die Farmer erhalten gegen eine jährliche Gebühr eine von der Communications Regulatory Authority of Namibia (CRAN) ausgestellte Funklizenz. Viele Farmen verfügen über drei Frequenzen. Eine Frequenz für die Kommunikation innerhalb der Farm, einen regional eingeteilten Club-Channel auf dem Nachbarfarmen aufgerufen werden können und als letztes einen Notfallkanal, der zum Beispiel bei Ausbruch eines Buschfeuers oder anderen Notsituationen eingesetzt wird.

## Farmbetrieb

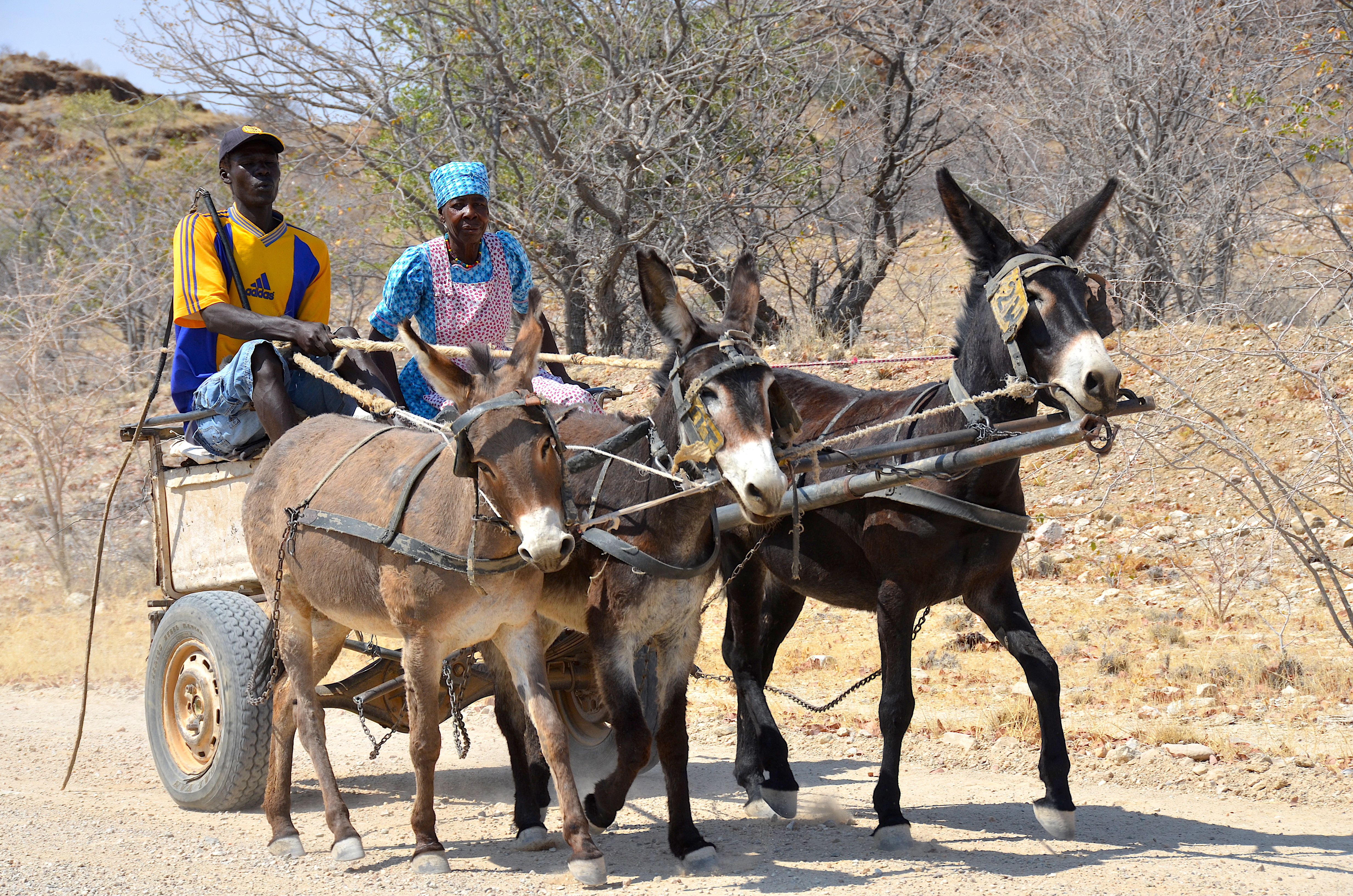
„Kalahari Ferrari“

### Farmpad und Farmkamp

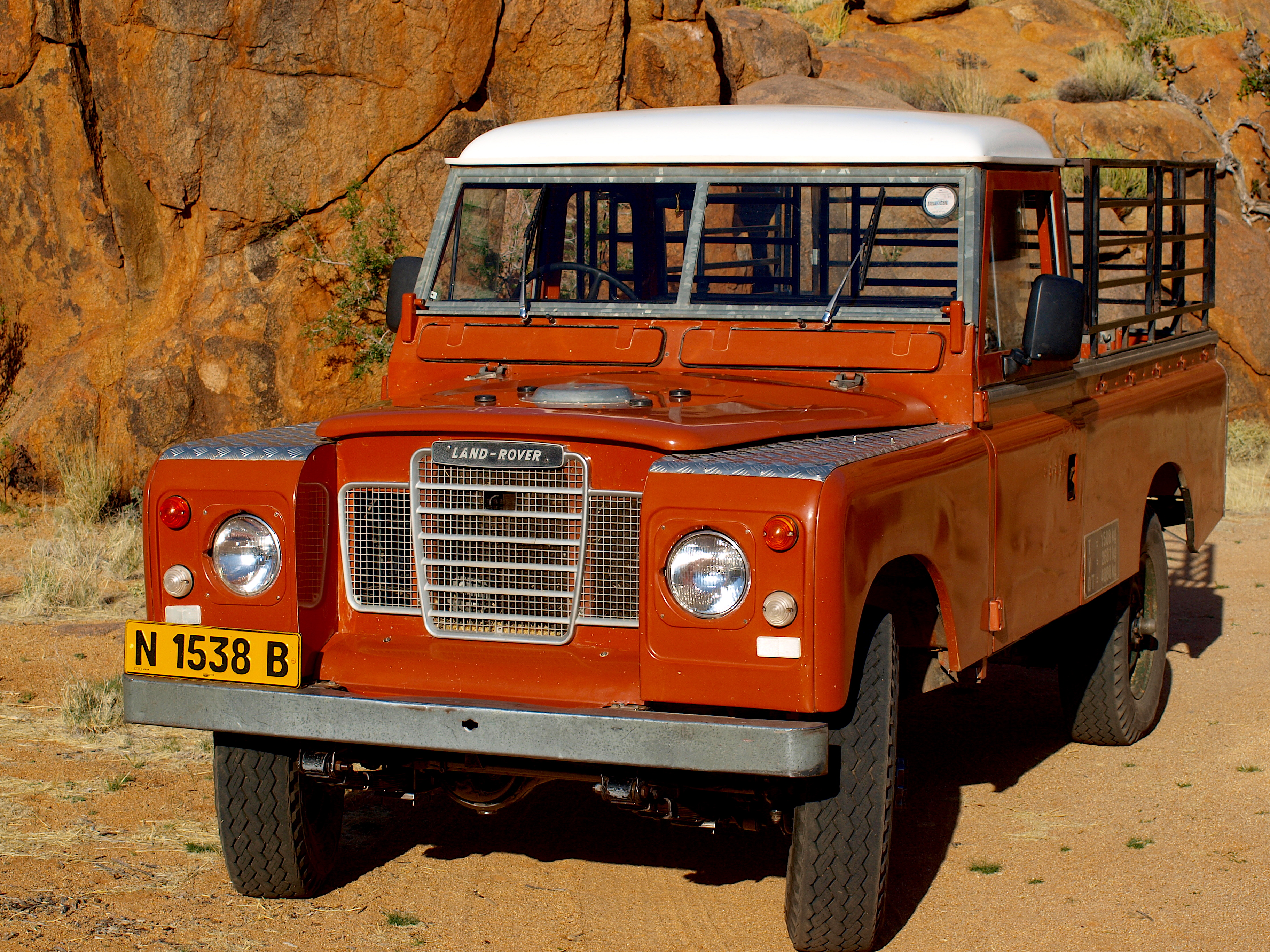
Land Rover Series III (Baujahr 1972) auf Farm Tiras (2009)

In Namibia werden auch im deutschen Sprachgebrauch mehrheitlich die Ausdrücke „Farmpad“ (afrikaans für Farmstraße) und „Farmkamp“ statt „Feldweg“ und „Weide“ gebraucht.
Auf Farmen wird zwischen Viehzäunen (englisch Stock fences), Wildzäune (englisch Game fences) und elektrische Zäune (englisch Electric fences) sowie Schakalsicheren Zäunen (englisch Jackal-proof fence) unterschieden. Diese Zäune haben verschiedene Funktionen. Sie unterscheiden sich in der Bauart, der Robustheit, der Zaunhöhe und der Maschenweite. So sind Wildzäune mehr als doppelt so hoch wie Viehzäune, weil zum Beispiel Kudus einen Viehzaun ohne Mühe überspringen.
Die Zäune müssen durch den Farmer permanent unterhalten werden. Eine besondere Funktion haben unter anderem die Farmzäune entlang der Grenze zu Botswana. Sie sind hier nicht nur Farmzaun, sondern auch Veterinärzaun.
Viehzuchtfarmen werden mit Zäunen in Farmkamps unterteilt. Dies soll bewirken, dass die Gräser und Büsche nur gezielt abgefressen werden und eine Überweidung verhindert wird. Die Größe der Kamps ist sehr unterschiedlich. Es gibt künstlich angelegte Wasserstellen, um den Regen aufzufangen und an Ecken wo mehrere Kamps zusammenstoßen ist eine Tränke errichtet (Kraal). Auch Lecksteine zur Salzversorgung der Tiere befinden sich dort. Oft trennen die Kamps die Kühe und Kälber für gewisse Zeiten, damit dem Farmer genug Milch zur Verfügung steht. Im Kraal bzw. der Manga werden dann auch die in Färsen und Ochsen eingeteilte Jungtiere zur Kennzeichnung gebrannt und Kleinvieh nachts zum Schutz eingestellt. Jeder Farmer besitzt sein eigenes Brandzeichen. Das Dippen (durch eine Wanne laufen) der Rinder zur Desinfizierung verschiedener Krankheiten findet ebenfalls beim Kraal statt.
Anfang des 20. Jahrhunderts waren lediglich Ochsenkarren, Pferdekarren oder Eselkarren (englische Donkey Cart) im Einsatz. Die Eselkarren sind heute noch vielerorts ein tägliches Transportmittel. Diese werden landläufig auch „Kalahari Ferrari“ genannt. Mittlerweile haben Geländewagen weitestgehend die oben genannten Transportmittel abgelöst.

### Autonomie

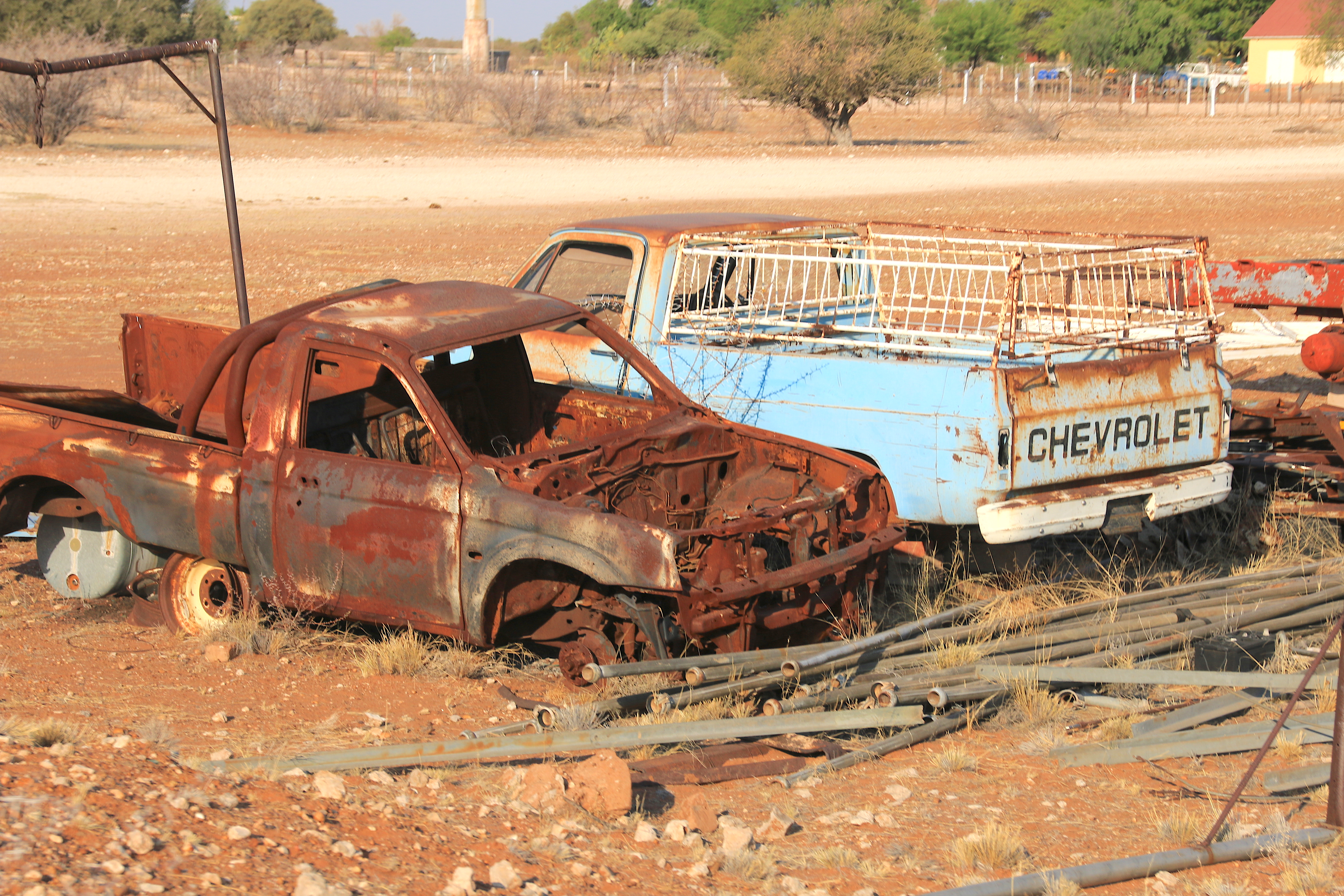
Typische Schrotthalde auf einer Farm im Süden Namibias

Die Farmen in Namibia liegen oft sehr abgelegen, manchmal Hunderte von Kilometern vom nächsten Zentrum entfernt. Daher sind die Farmer auf eine möglichst hohe Autonomie angewiesen. Die meisten Farmen bewirtschaften einen kleinen Gemüsegarten, sie haben ihre eigenen Brunnen und viele produzieren den eigenen Strom. Die Farmer haben das Recht, auf ihrem eigenen Terrain zur Eigenversorgung zu jagen. Der Beruf des Farmers ist auf Grund der geforderten Autonomie sehr breitbandig. Die meisten Farmer haben Landwirtschaft studiert und zusätzlich sind sie Elektriker, Schlosser, Schreiner, Mechaniker, Maurer und Metzger. Einige Farmer gerben die Felle der erlegten Tiere selber. Farmer machen Arbeiten, wo anderswo ein Veterinär gerufen würde und an Sonntagen übernehmen viele Farmer die Funktion eines Priesters und lesen der Familie und den Angestellten aus der Bibel vor. Fast jeder Farmer verfügt über ein Schweißgerät und eine eigene Schrotthalde, um auf Ersatzteile und andere Metallgegenstände zurückgreifen zu können.
Viele abgelegene Farmen betreiben einen Lokalladen, in dem sie den Angestellten, die nur selten in die Stadt kommen, Lebensmittel und Gegenstände für den täglichen Gebrauch zum Einkaufspreis weiterverkaufen. Einige Farmer betreiben Homeschooling.

### Raubtiere

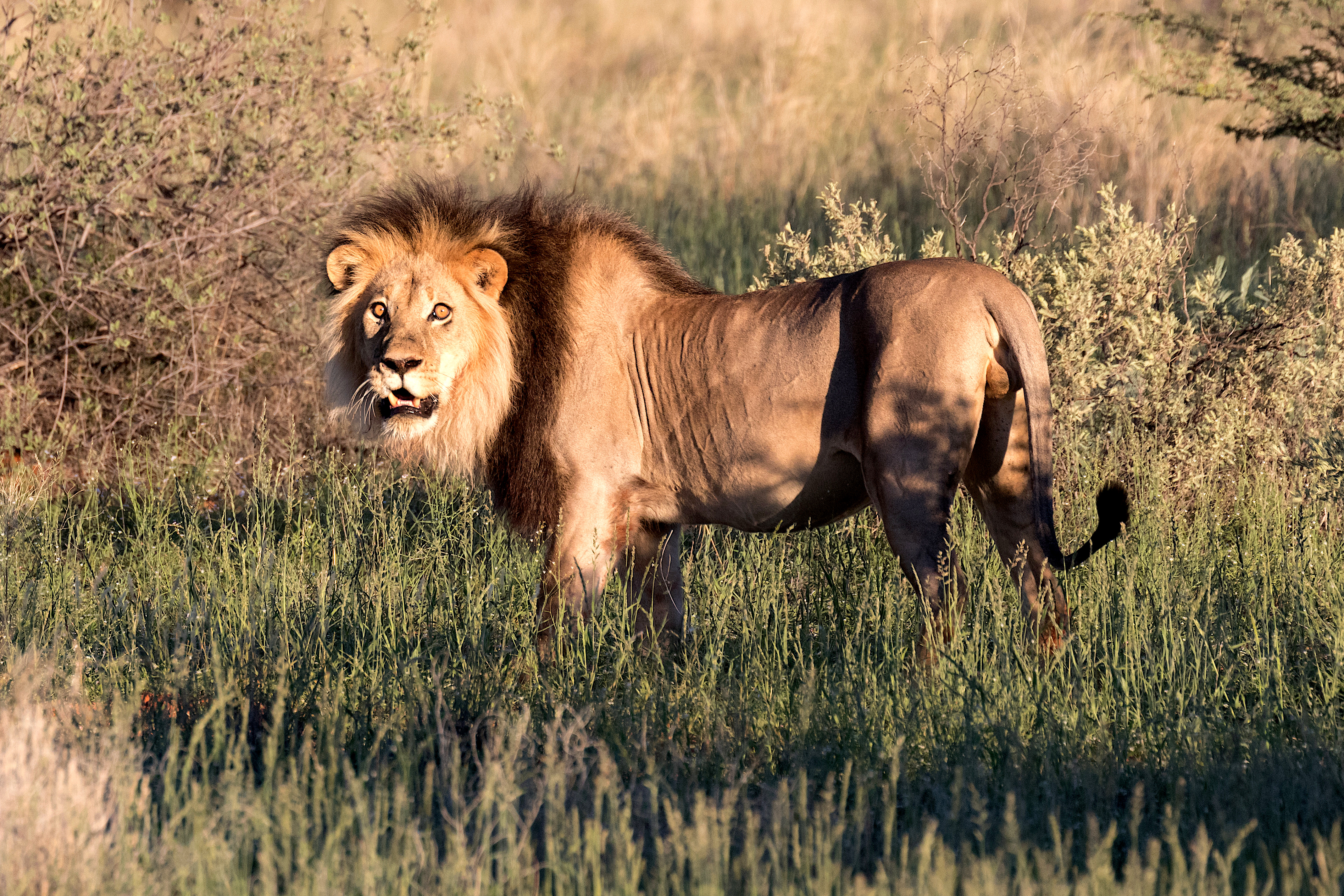
Löwen aus dem Kgalagadi-Transfrontier-Nationalpark durchdringen oft den Grenzzaun und reißen Tiere auf den angrenzenden Farmen in Namibia

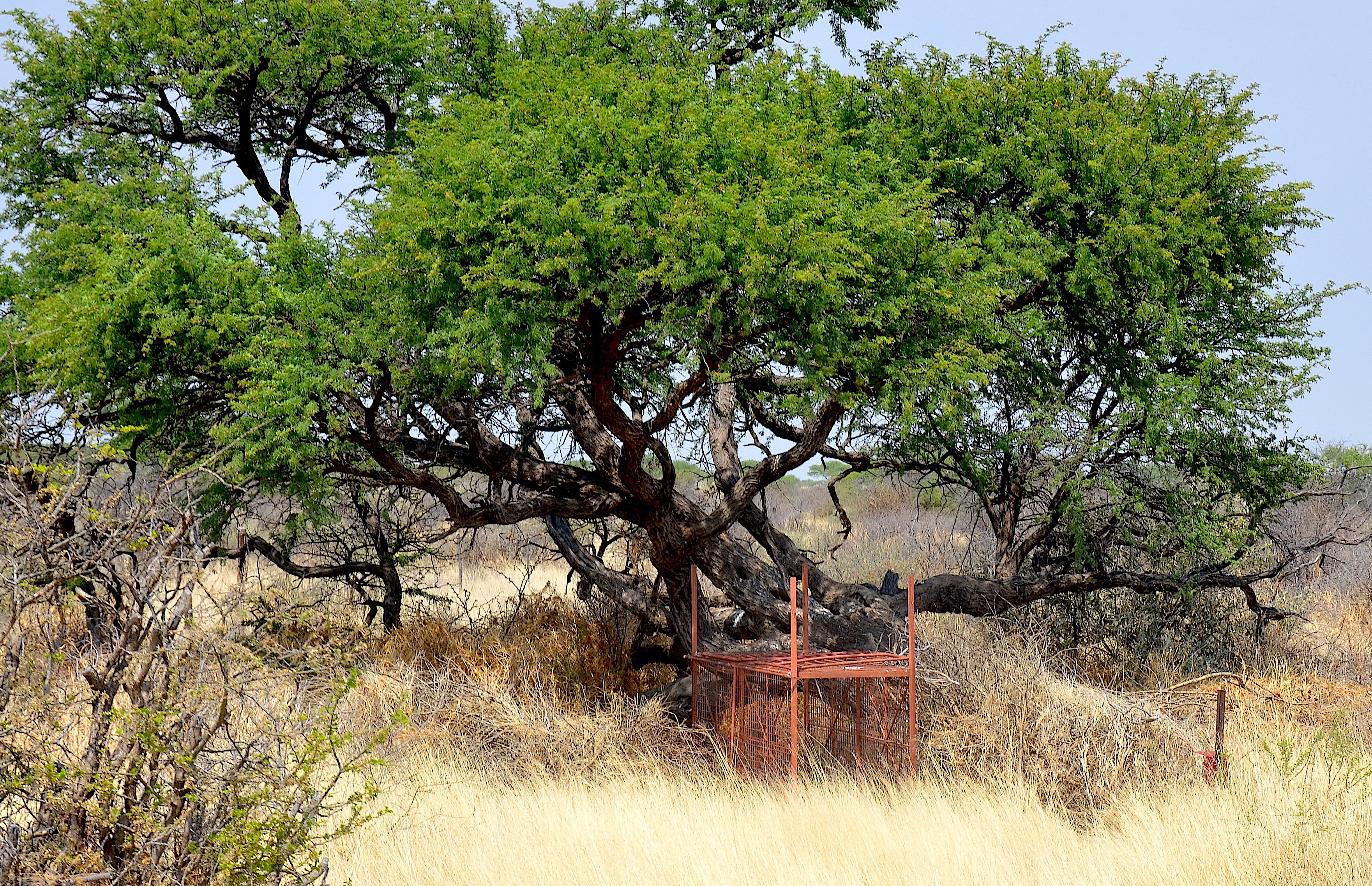
Raubtierfalle mit Falltüre

Die Raubtiere auf namibischen Farmen sind der Schakal, der Leopard, der Gepard und im Süden entlang der Grenze zum Kgalagadi-Transfrontier-Nationalpark auch Löwen.
Schakale sind nachtaktiv. Sie sind vor allem für die Schaffarmer ein Problem, weil sie oft nicht nur ein Lamm zum Fraß, sondern eine ganze Zeile Lämmer reißen. Die Farmer legen Fallen aus und sie engagieren spezialisierte Schakaljäger, die die Tiere in der Nacht jagen. Zum Teil setzen sie dazu Lautsprecheranlagen ein, die Lockrufe aussenden.
Geparde werden in Käfigen mit Falltüren lebend gefangen. Die gefangenen Tiere werden oft über die Cheetah Conservation Fund an anderer Stelle wieder frei gelassen.

## Landreform
In Namibia wird seit der Unabhängigkeit 1990 eine Landreform nach dem Prinzip Willige Verkäufer, Willige Käufer durchgeführt. Eine Neuausrichtung ist seit der 2. Nationalen Landkonferenz Ende 2018 geplant.

## Arten von Farmen

### Viehzucht
Die Fleischproduktion ist ein wichtiger Wirtschaftssektor Namibias. Die Tiere werden an großen Rinder- oder Schaf-Auktionen gehandelt. Die Meat Corporation of Namibia ist das größte Fleisch verarbeitende und exportierende Unternehmen im Land. Es werden vor allem Rinder, Schafe und Schweine verarbeitet. Die Rinder haben oft Brandzeichen und in neuerer Zeit sind Ohrenmarken für Rinder obligatorisch, damit das Fleisch auf seinem gesamten Weg vom Konsumenten bis zum Produzenten zurückverfolgt werden kann.
Der bandenmäßige Viehdiebstahl wird in Namibia zu einem immer größeren Problem.

### Gemüse und Getreide
Auf einigen Farmen in Namibia, vor allem im Nordosten (Maisdreieck) und Osten, wird – meist neben der Viehzucht – auch Gemüse und/oder Getreide angebaut.

### Gästefarm

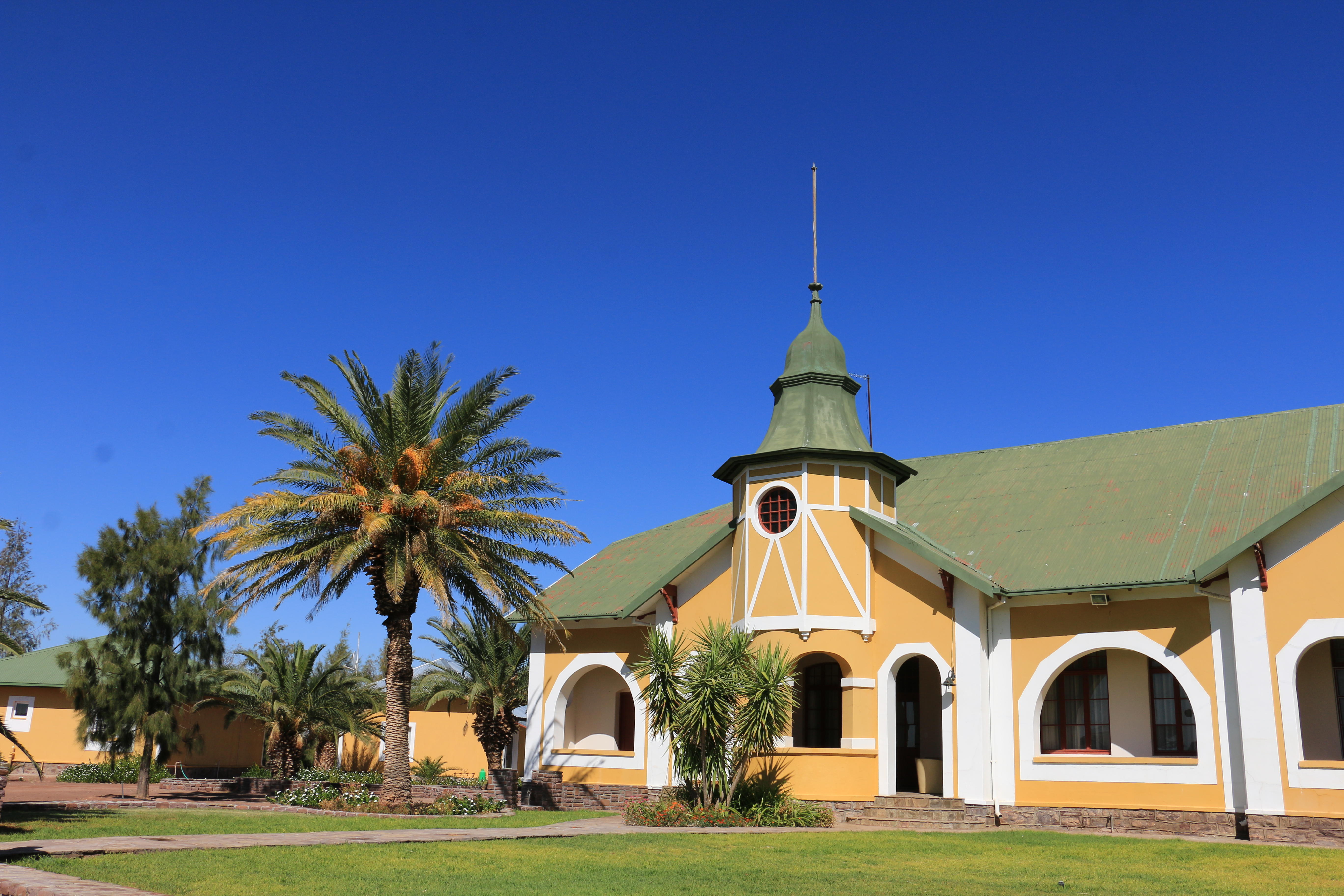
Eine Gäste- und Jagdfarm bei Mariental

Gästefarmen sind ein Farmbetrieb, der Unterkünfte und Verpflegung für Individualtouristen bietet und sich nicht am Massentourismus orientiert. Die Gäste werden auf sogenannten Game Drives durch die Farm gefahren, um das Wild zu beobachten. Eine Gästefarm kann zugleich auch eine Jagdfarm, eine Astrofarm, Viehzucht-Farm oder eine Wildtierfarm sein.

### Jagdfarm
Jagdfarmen ermöglichen Jägern, zumeist Trophäenjägern, das Jagen auf einem viele Quadratkilometer großen privaten Grundstück oder dienen als Basis für Jagdausflüge. Teilweise werden Jagdfarmen mit Gästefarmen bzw. einer Lodge parallel auf dem gleichen Farmland betrieben.

### Wildfarm
Eine Wildfarm (englisch Game Ranch/Farm oder Wildlife Ranch/Farm) ist eine Farm zur Zucht von Wildtieren. Sie sind in neuerer Zeit häufiger kombiniert mit einem Gästebetrieb, z. B. einer Lodge. Zu den Wildfarmen ist im weitesten Sinne auch die Straußenzucht zu zählen.

### Pferdefarm

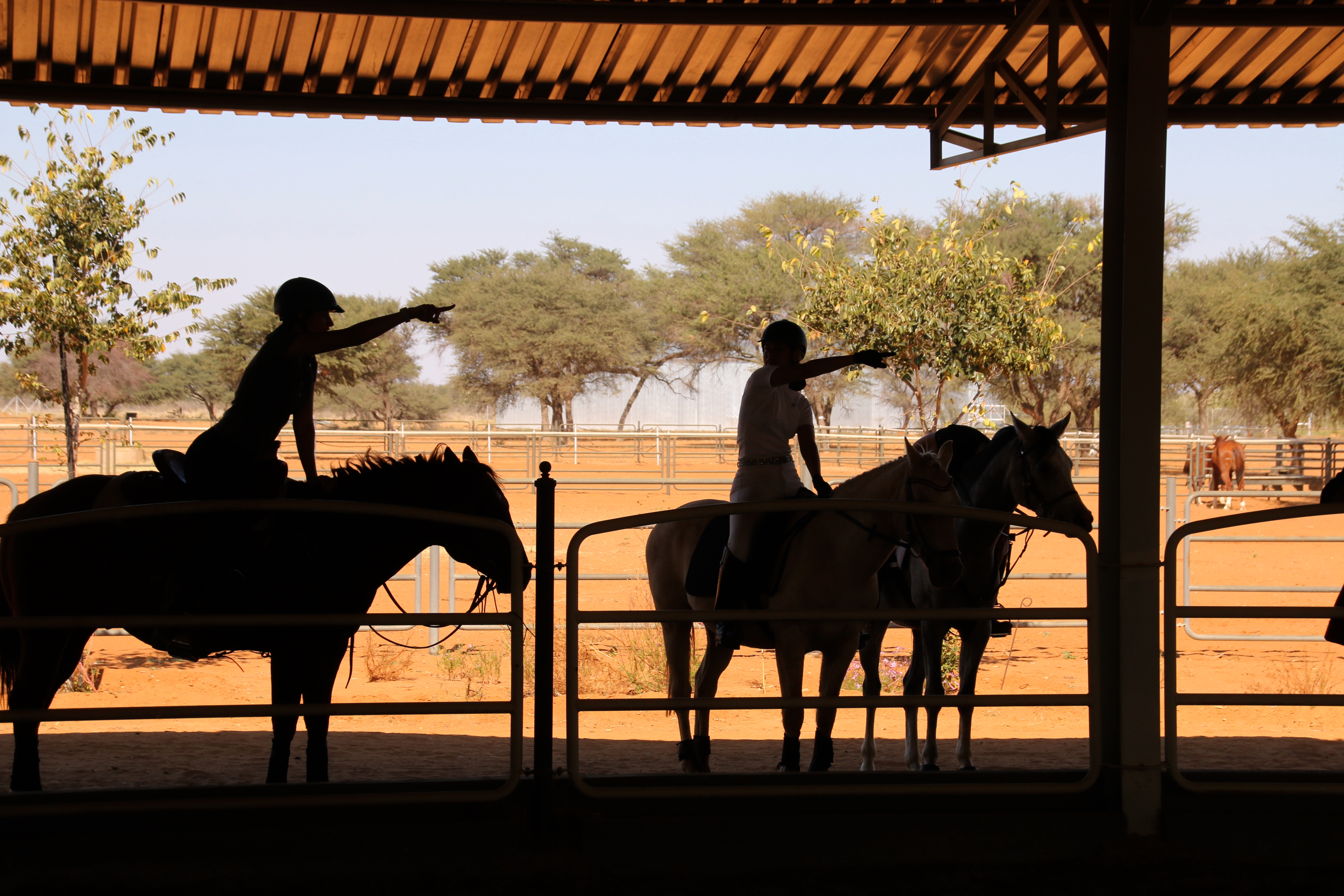
Reitwettbewerb auf einer Pferdefarm bei Gobabis

Auf den Pferdefarmen werden vor allem Reitpferde und Sportpferde gezüchtet und gehalten. Die Pferde leben meist im Freien. Ausreitgelände ist reichlich vorhanden. Die Pferde in der Kalahari müssen auf Grund des sandigen Bodens nicht beschlagen werden. In Namibia sind die Distanzreiter in der Namibia Endurance Ride Association (NERA) vereint.

### Sonderfarm
In Namibia gibt es eine kleine Zahl von Pflege- und Raubtierfarmen sowie Forschungsfarmen. Bekannt ist unter anderen die Harnas Wildlife Foundation nördlich von Gobabis. Die Forschungsfarm Sandveld befindet sich 60 km nordöstlich von Gobabis.

### Astrofarm

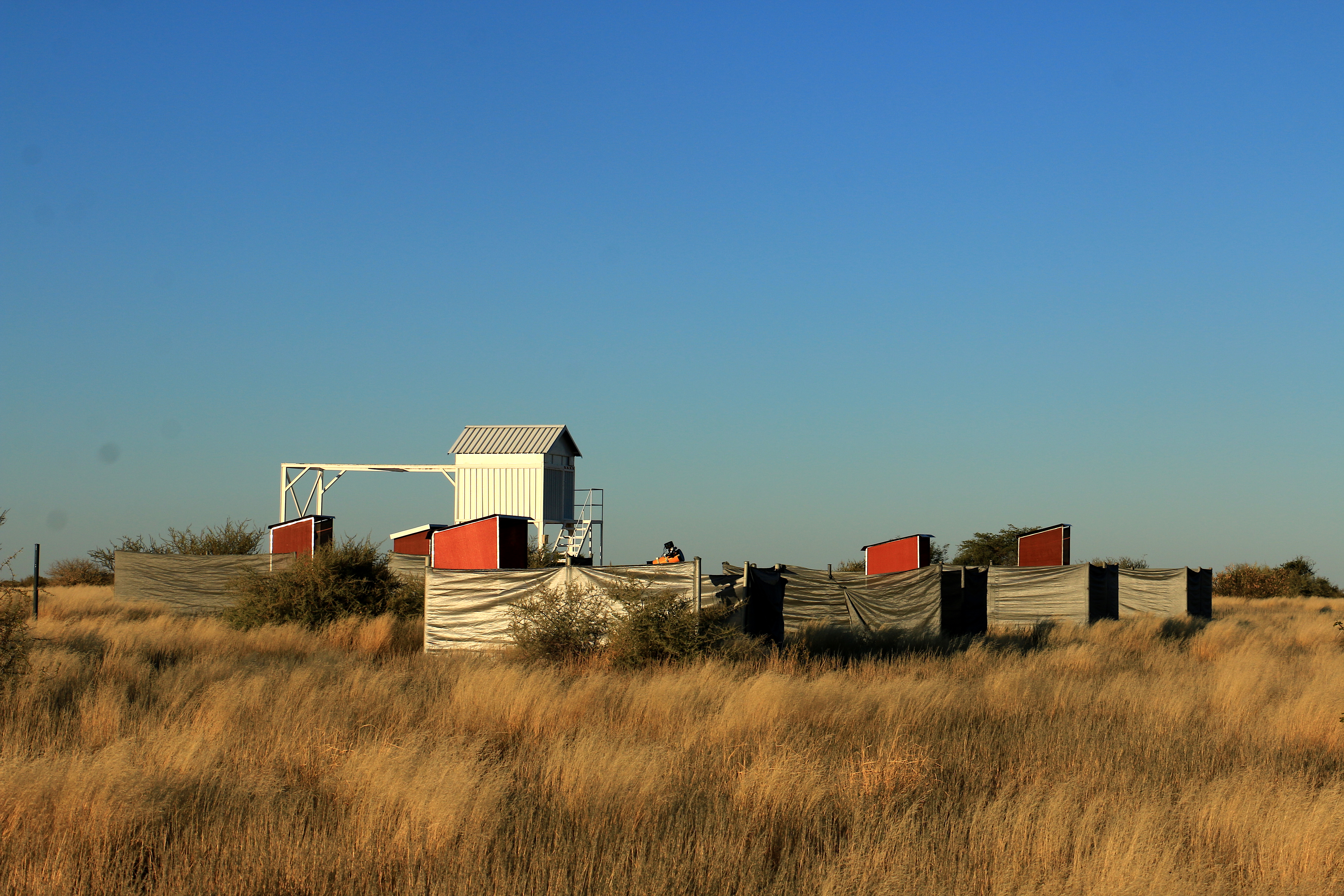
Installationen der Astrofarm Kiripotib (Namibia)

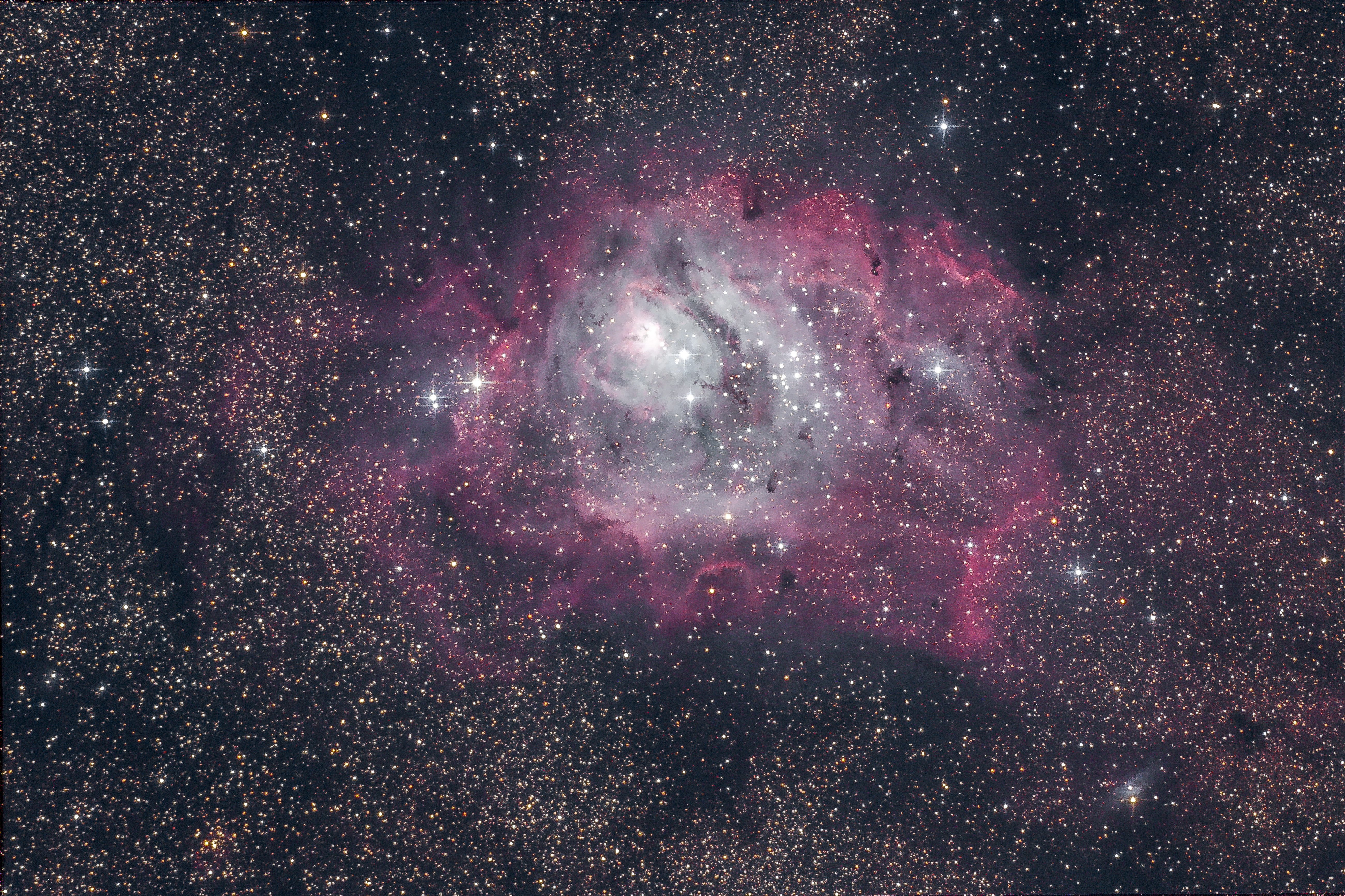
M 8 (Lagunennebel) fotografiert auf einer Astrofarm in Namibia

Astrofarmen liegen an meist abgelegenen Orten, an dem Amateurastronomen Astrofotografie durchführen können. Die Astrofarmen verfügen über die nötige Infrastruktur. Es sind dies fix installierte Teleskope, Fundamente für private Teleskope der Gäste mit der passenden Stromversorgung, Windschutzeinrichtungen und Internetanschluss. Die Astrofarmen bieten den Astronomen Unterkunft und eine dem Arbeitsrhythmus angepasste Verpflegung. Man kann Astrofarmen auch als Gästefarmen mit spezifischer Kundschaft betrachten. Astrofarmen sind meistens in den zwei Wochen zwischen Vollmond-Phasen gut besucht.
Kriterien für den Standort einer Astrofarm sind:
- Möglichst wenig Streulicht.
- Möglichst wolkenloser Himmel
- Möglichst trockene Luft
- Möglichst kühle Luft (geringe Thermik)
- Möglichst hoch gelegener Ort
- Gute Erreichbarkeit

Diese Kriterien werden unter anderem an vielen, hoch gelegenen Orten Namibias erfüllt. Namibia hat ein sehr arides Klima und das Land liegt, vom Küstenstreifen abgesehen, auf 1500 bis 2000 Metern Höhe. Berühmte Astrofarmen Namibias sind unter anderen Kiripotib, Tivoli, Hakos, Otjikaru und Rooisand. Hochsaison für Astrofotografie ist in Namibia in den Wintermonaten Juni und Juli. In diesen Monaten ist die Luft besonders trocken und kühl und zudem ist in diesen Monaten die Nachtseite der Erde dem Zentrum der Milchstraße zugewandt. Des Weiteren haben viele europäische Amateurastronomen in diesen Monaten ihre Sommerferien, was ihnen ermöglicht, die Astrofarmen zur Idealzeit zu besuchen. Die Astrofarmen in Namibia liegen auf 22° bis 28° südlicher Breite. Dies erlaubt einen von Europa aus nicht sichtbaren Teil des Sternenhimmels zu fotografieren und zu erforschen.
Die meisten Astrofarmen betreiben parallel zur Astronomie auch Viehzucht. Auf Astrofarmen sind auch Nicht-Astronomen gern gesehene Gäste. Diese haben hier die Gelegenheit, im Gespräch mit den Astronomen Wissenswertes über den Sternenhimmel in Erfahrung zu bringen.

### Segelflugfarm

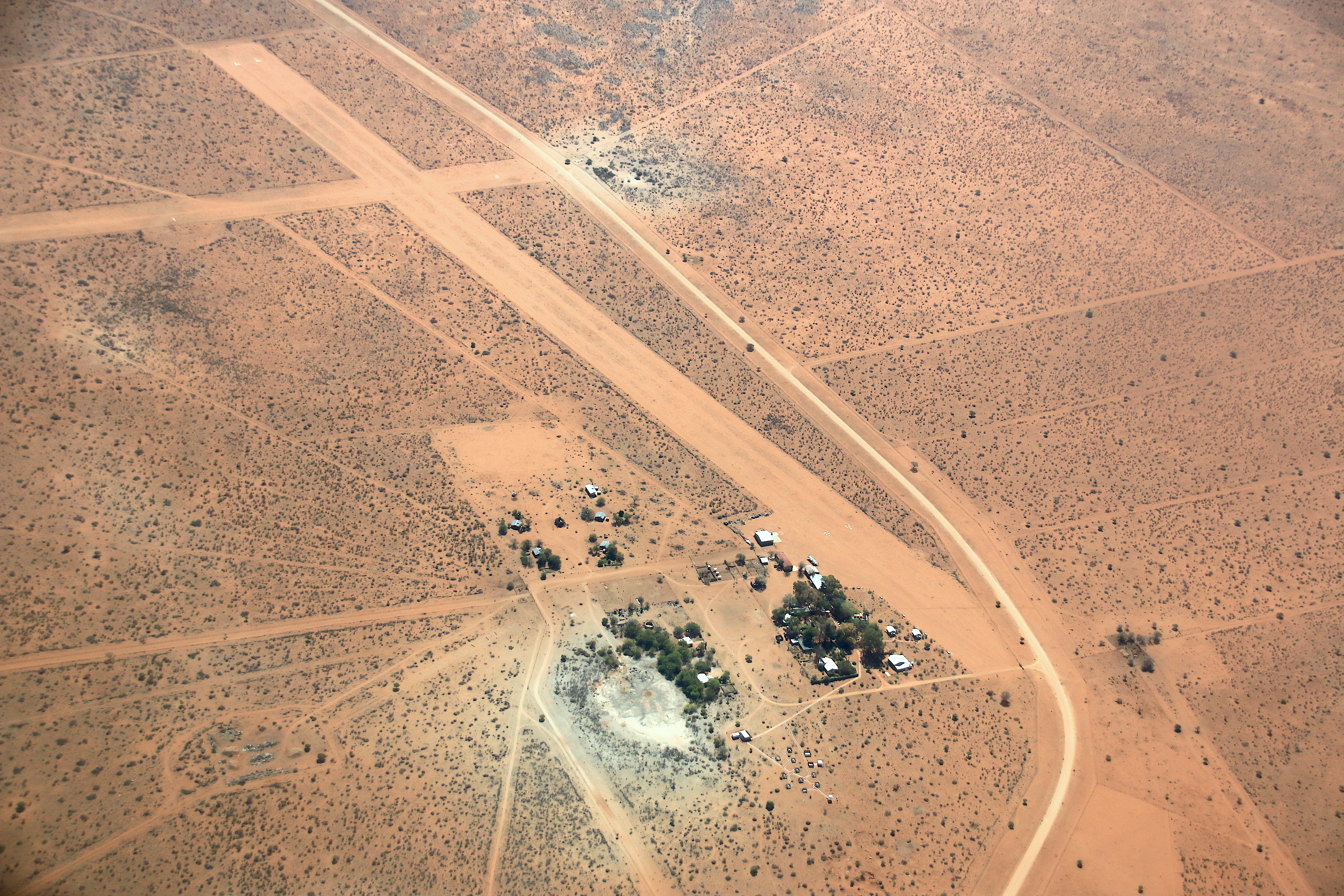
Die zwei Pisten der Segelflugfarm Kiripotib (2019)

Zurzeit (2020) gibt es in Namibia vier Segelflugfarmen. Es sind dies der Flugplatz auf der Farm Bitterwasser, der Jagdfarm Veronica, die Farm Pokweni und der Segelflugplatz Kiripotib. Auf diesen Segelflugfarmen wurden viele Segelflugrekorde aufgestellt. In den Sommermonaten herrscht in Namibia sehr gute Thermik, die von den Segelflugpiloten zum Erreichen neuer Rekorde genutzt wird. Segelflieger aus der ganzen Welt bringen ihre Flugzeuge per Container für die Sommermonate nach Namibia.

## Braai-Wettbewerb
Seit Anfang der 1990er Jahre findet in Namibia jährlich eine von der Namibia Agricultural Union (NAU–NLU) organisierte Braai-Wettbewerb statt. Dieser war zunächst als Inter Farmers’ Association Braai Competition bekannt. Der Wettbewerb steht jedes Jahr unter einem anderen Thema.

## Bekannte Farmen in Namibia
In Wikipedia aufgeführte Farmen Namibias:

- Farm Aar
- Farm Aris
- Farm Baumgartsbrunn
- Farm Bitterwasser
- Farm Blumfelde
- Farm Burgsdorf
- Farm Duwisib
- Farm Harnas
- Farm Helmeringhausen
- Farm Hoba
- Farm Hohewarte
- Farm Kiripotib
- Farm Klein-Nauas
- Farm Kosis
- Farm Mooifontain
- Farm Neckartal
- Farm Neuheusis
- Farm Oas
- Farm Otjisazu
- Farm Sandfontein
- Farm Simplon
- Farm Solitaire
- Farm Spitzkoppe-Ost
- Farm Tsaobis